# Gotha WD.2
Gotha WD.2 – niemiecki dwumiejscowy wodnosamolot pływakowy w układzie dwupłatu z okresu I wojny światowej, zaprojektowany i zbudowany w wytwórni Gothaer Waggonfabrik w Gocie. Produkowana seryjnie maszyna służyła do zadań rozpoznawczych zarówno w Kaiserliche Marine, jak i w lotnictwie Imperium Osmańskiego.

## Historia
Wodnosamolot Gotha WD.2 (WD – niem. Wasser Doppeldecker, czyli wodny dwupłat) został zaprojektowany przez inżynierów Karla Rösnera i A. Klabue jako rozwinięcie ich wcześniejszej konstrukcji – WD.1. WD.2 został zbudowany w wytwórni Gothaer Waggonfabrik w Gocie w 1914 roku. Do napędu prototypu użyto silnika Rapp Rp III o mocy 112 kW (150 KM). Drugi egzemplarz WD.2 otrzymał napęd w postaci silnika rzędowego Benz Bz.III o identycznej mocy. Maszyny seryjne wyposażone zostały w docelowy układ napędowy, czyli silnik rzędowy Mercedes D.III o mocy 118 kW (160 KM). Łącznie wyprodukowano 27 egzemplarzy modelu WD.2.

## Użycie

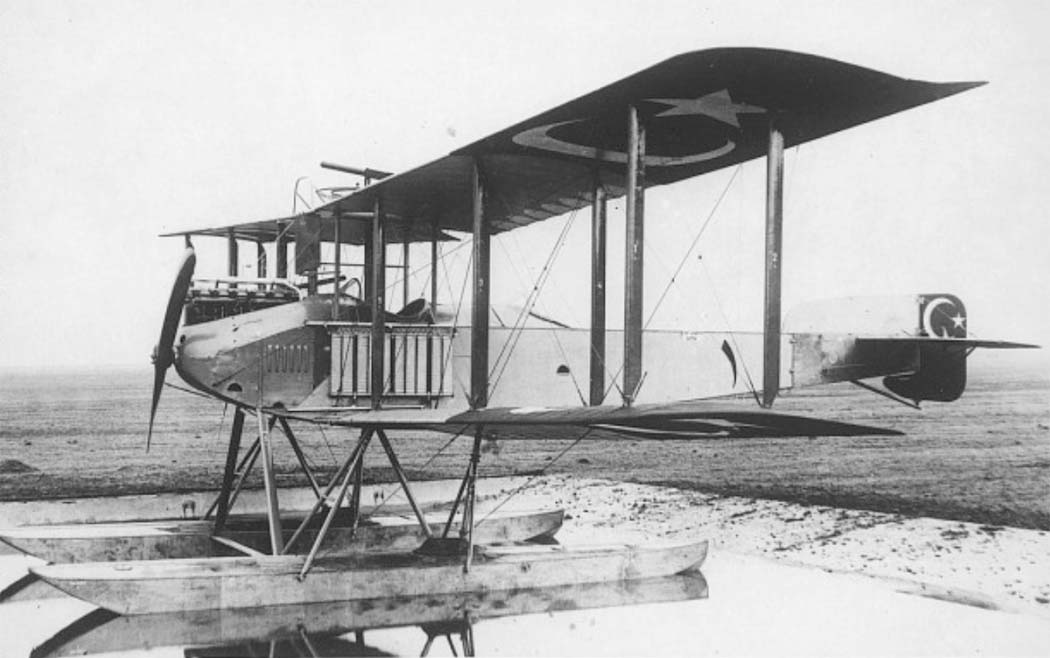
Gotha WD.2 w barwach Sił Powietrznych Imperium Osmańskiego

Prototyp WD.2, o numerze konkursowym 19a, który wystartował w zawodach lotniczych Ostseeflug Warnemünde 1914, po wybuchu I wojny światowej został skonfiskowany przez Kaiserliche Marine, otrzymując numer marynarki 61. Został on kilkakrotnie uszkodzony podczas przeprowadzonych przez marynarkę prób w locie, a po naprawieniu został przyjęty do służby 10 grudnia 1914 roku. Drugi wyprodukowany egzemplarz WD.2 także wziął udział w Ostseeflug Warnemünde 1914 z numerem konkursowym 19, a 5 sierpnia 1914 roku został przejęty przez Kaiserliche Marine, otrzymując numer marynarki 60. W lipcu 1914 roku marynarka zamówiła następnych pięć wodnosamolotów WD.2 o numerach 236–240, które zostały dostarczone między grudniem 1914 roku a kwietniem 1915 roku. Druga seria, także licząca pięć egzemplarzy, została zamówiona w marcu 1915 roku i dostarczona do grudnia tego roku, otrzymując numery marynarki 254–258. Wodnosamoloty używane były głównie do lotów patrolowych i rozpoznawczych. 3 lipca 1915 roku WD.2 numer 257 wraz z wodnosamolotem Albatros wystartowały z Zeebrugge i nieskutecznie zbombardowały stację sygnalizacyjną Landguard Point w pobliżu Harwich.
Dwa kolejne zbudowane wodnosamoloty WD.2, o numerach marynarki 424 i 425, zostały wyposażone w improwizowane podwozie kołowe wraz z płozą ogonową, po czym zostały wysłane do Imperium Osmańskiego, gdzie dotarły na początku 1916 roku. Maszyny te były wyposażone w wieżyczkę z karabinem maszynowym umieszczoną nad górnym płatem, zapewniając strzelcowi pole ostrzału wynoszące 360°. W styczniu 1916 roku operujący z Çanakkale WD.2 nr 424 pilotowany przez Wilhelma Schuberta z obserwatorem o nazwisku Werdier zestrzelił w pobliżu wyspy Tenedos niezidentyfikowany model samolotu Farman.
6 stycznia 1916 roku Siły Powietrzne Imperium Osmańskiego zamówiły w zakładach Gotha sześć egzemplarzy WD.2, które zostały dostarczone między majem a lipcem tego roku. W lutym i marcu 1916 roku Kaiserliche Marine pozyskała kolejnych pięć maszyn tego typu, o nieznanych numerach. Z powodu nie najlepszych właściwości morskich WD.2, marynarka wysłała większość samolotów tego typu w rejon Dardaneli, gdzie panowały lepsze warunki pogodowe niż na Morzu Północnym. M.in. w październiku 1915 roku do operującej w tym rejonie niemieckiej eskadry wodnosamolotów (niem. Wasserfliegerabteilung) dotarły trzy uzbrojone wodnosamoloty Gotha WD.2. Ostatnie dwa WD.2 zostały zamówione przez Imperium Osmańskie 29 kwietnia 1916 roku i dostarczone w sierpniu tego roku. Zostały one zmodyfikowane poprzez montaż konwencjonalnej obrotnicy dla karabinu maszynowego obserwatora, dzielonych chłodnic umieszczonych na rozpórkach skrzydeł i dużego grawitacyjnego zbiornika paliwa zamontowanego w większej odległości od silnika.

## Opis konstrukcji i dane techniczne
Gotha WD.2 był dwumiejscowym, jednosilnikowym wodnosamolotem pływakowym w układzie dwupłatu. Długość samolotu wynosiła 10,5 metra, a jego wysokość 4,1 metra. Rozpiętość górnego płata wynosiła 16,43 metra, dolnego 15,57 metra, a powierzchnia nośna wynosiła 58,5 m². Masa własna wynosiła 1050 kg, zaś masa całkowita (startowa) 1487 kg.
Napęd samolotów seryjnych stanowił chłodzony cieczą 6-cylindrowy silnik rzędowy Mercedes D.III o mocy 118 kW (160 KM). Prędkość maksymalna samolotu wynosiła 96 km/h. Maszyna osiągała wysokość 1000 metrów w czasie 12 minut, a na osiągnięcie 2000 metrów potrzebowała 32 minut. Pułap praktyczny wynosił 3200 metrów, a zasięg 670 km.